# Blue Stinger
Blue Stinger (ブルー スティンガー?) è un videogioco d'azione sviluppato da Climax Graphics e pubblicato nel 1999 da SEGA per Sega Dreamcast. Distribuito in America Settentrionale e in Europa da Activision, nella versione per il mercato occidentale è stata modificata la telecamera di gioco.

## Trama
Il videogioco è ambientato nel 2018 nell'Isola dei Dinosauri, un'isola emersa in seguito a un terremoto che ha colpito le coste del Messico. I due personaggi giocanti sono Eliot G. Ballade e Dogs Bower.

## Modalità di gioco
Survival horror in stile Resident Evil, presenta elementi tratti dai videogiochi sparatutto, dai picchiaduro e dai titoli della serie Tomb Raider.